# Кейн, Тим (геймдизайнер)
Тимоти (Тим) Кейн (англ. Timothy Cain) — геймдизайнер, один из создателей компьютерной ролевой игры Fallout (1997). В 2009 году был назван веб-сайтом IGN одним из ста лучших геймдизайнеров всех времён.

## Ранние годы
Окончил школу в Калифорнии. Учился в колледже Виргинского университета. В эти годы участвовал как программист в создании карточной игры Grand Slam Bridge для CYBRON Corporation, игра вышла в 1986 году. В 1989 году получил степень магистра информатики в Калифорнийском университете в Ирвайне.

## Interplay Entertainment
В августе 1991 года начал работу на компанию Interplay в качестве программиста-фрилансера. Участвовал в создании игрового редактора The Bard’s Tale Construction Set. По окончании проекта поступил в штат Interplay. В это время впервые встретился с Леонардом Боярским, который в качестве художника-фрилансера присоединился к проекту экономического симулятора Rags to Riches: The Financial Market Simulation (1993).
В 1994 году несколько месяцев в одиночку работал над игрой, которая впоследствии превратилась в постапокалиптическую CRPG Fallout. Кейн разработал базовую концепцию, основанную на ролевой системе GURPS, и приступил к программированию изометрического игрового движка. Также взял на себя роль продюсера игры вместо Томаса Р. Деккера, который был занят на нескольких других проектах. После трёх с половиной лет разработки в 1997 году Fallout появился в продаже. Одновременно Кейн участвовал как программист-консультант в проекте Stonekeep (1995) и помогал в написании игры Star Trek: Starfleet Academy (1997).
Покинул компанию Interplay в январе 1998 года, написав сценарий главного квеста игры Fallout 2 и поучаствовав в разработке дизайна локаций Арройо и Дыра.

## Troika Games (апрель 1998 — февраль 2005)
С апреля 1998 года приступил к работе в компании Troika Games которую создал совместно с коллегами по Interplay Леонардом Боярским и Джейсоном Д. Андерсоном. Занимал пост лидера проекта и ведущего программиста компьютерной ролевой игры в жанре стимпанк Arcanum: Of Steamworks and Magick Obscura. Игра была издана компанией Sierra On-Line, Inc. в 2001 году.
В следующем проекте снова работал с Томасом Р. Деккером, который был изначальным продюсером игры Fallout. В качестве лидера проекта и ведущего разработчика за 20 месяцев выпустил компьютерную ролевую игру The Temple of Elemental Evil, основанную на системе Dungeons & Dragons. Игру выпустила компания Atari в 2003 году. По словам Кейна, ему нравился процесс создания игры, однако результат его не удовлетворил.
Участвовал в программировании последней игры компании Troika, ролевого хоррора Vampire: The Masquerade – Bloodlines, выпущенной компанией Activision в 2004 году. Также работал над созданием постапокалиптической CRPG, для которой не смог найти издателя и финансирование. В результате в конце 2004 был вынужден уволить большинство сотрудников, а в феврале 2005 года объявить о закрытии компании Troika Games.

## Carbine Studios и WildStar
В августе 2005 года вступил в должность директора по программированию в компании Carbine Studios. Работал над массовой многопользовательской онлайн-игрой WildStar для компании NCSoft. Был повышен до директора по разработке в октябре 2008 года. Игра WildStar была запущена в 2014 году, уже после того, как Кейн покинул студию, и просуществовала лишь четыре года — её последние серверы были закрыты в 2018 году.

## Obsidian Entertainment
В октябре 2011 года Тим Кейн ушёл из Carbine Studios и присоединился к компании Obsidian Entertainment в качестве ведущего программиста. Он работал над игрой Pillars of Eternity, финансирование которой было обеспечено через Kickstarter.

## Личная жизнь
Кейн страдает от наследственного дальтонизма, о чём рассказал в интервью порталу Gamasutra: «[Я различаю] менее половины цветового спектра». Любит готовить, особенно японскую и китайскую кухню.
14 июля 2011 года сочетался браком с Робертом Лэндом.